# Gizdepka
Gizdepka (kaszb. Jizdebka) – potok, dopływ Zatoki Puckiej o długości 13,32 km.
Płynie na Pobrzeżu Bałtyckiem. Jego źródła znajdują się na obszarze leśnym Puszczy Darżlubskiej. Gizdepka wypływając z obszaru puszczy przepływa równoleżnikowo wąskim jarem przez pofałdowany obszar Kępy Puckiej. Uchodzi do Zatoki Puckiej w okolicy Osłonina. Od 2025 część jej biegu chroni rezerwat przyrody Dolina Gizdepki.
Nazwa potoku istnieje prawdopodobnie od średniowiecza, po raz pierwszy wymieniona jest na mapie z 1862 roku w niemieckiej nazwie doliny Gisdepka Thai. Na polskiej mapie wojskowej z 1931 roku jest nazwa Gizdepka. Według jednej z wersji pochodzenia nazwy, Gizdepka ma się wywodzić od czeskiego słowa gizdba oznaczającego gościniec.